# Andreas Capellanus
Andreas Capellanus ist der Autor von De amore libri tres („Drei Bücher über die Liebe“), einem Traktat und Ratgeber zur höfischen Liebe in drei Büchern, das Ende des 12. Jahrhunderts auf Latein verfasst wurde. Das Werk gilt als bedeutendes Dokument der Sittengeschichte des Mittelalters und wird als eine Art Kodex der höfischen Liebe gelesen. Allerdings sind viele Fragen ungeklärt, sowohl in Hinblick auf das Werk als auf den Autor.

## Identität des Autors
Über das Leben des Autors ist nichts mit Sicherheit bekannt. Als Autor wird ein Andreas Capellanus genannt, übersetzt „Andreas der Kaplan“, weshalb im Französischen die Namensform André le Chapelain gebräuchlich ist. In einigen Handschriften wird der Autor capellanus regis francie oder capellanus francorum aule regie genannt, also „Kaplan des Königs von Frankreich“ bzw. „Kaplan am französischen Königshof“. Der Name Andreas Capellanus wird allerdings nur von einem Teil der Handschriften genannt, andere nennen Alanus (= Alain de Lille), Pogius (= Poggio Bracciolini), Eneas Silvius (= Enea Silvio Piccolomini) oder Albertanus (= Albertano da Bresca) als Autor. Weitere Handschriften nennen Gauterius (deutsch Walter, französisch Gautier), den Adressaten des Textes, an Stelle des Autors und schließlich nennen sehr viel Manuskripte gar keinen Autorennamen.
Nimmt man Andreas, capellanus regis francie, als Verfasserangabe an, so wäre der Autor ein klerikal gebildeter Beamter am französischen Königshof am Ende des 12. Jahrhunderts gewesen, zur Zeit der Regierung von Ludwig VII. oder von dessen Sohn Philipp II. (ab 1180).
Ein Andreas Capellanus ist am französischen Königshof nicht belegt, gut belegt ist dagegen der Name Gautier le Chambellan oder Gualtherus cambellanus. Zwei Personen dieses Namens, Vater und Sohn, waren Leiter der Kanzlei von Philipp II. Der Sohn ist 1163 geboren, käme also als Adressat von De amore vom Alter her in Frage.
Mehrfach nachgewiesen ist ein Andreas Capellanus am Hof der Marie de Champagne in Troyes. Marie de Champagne war die Tochter von Ludwig VII. und der Eleonore von Aquitanien, also eine Halbschwester von Philipp II. Sie galt als Dichtermäzenin und ihr Hof war ein bedeutendes literarisches Zentrum, auch und besonders für die Literatur der höfischen Liebe. Aus diesem Grund hat man geschlossen, dass Andreas ein capellanus am Hof der Marie de Champagne gewesen sei. Alfred Karnein dagegen hält die Angabe capellanus regis francie für stichhaltig, Fritz Peter Knapp nimmt jedoch einen Fehlschluss eines Abschreibers an, der vermutlich eine Stelle im ersten Buch überinterpretiert habe.
Diese Fragen betreffend die Identität des Verfassers mögen akademisch scheinen, für die Interpretation des Textes macht es aber einen wesentlichen Unterschied, ob der Verfasser am Hof des Königs in Paris oder am Hof der Marie de Champagne anzusiedeln ist.

## De amore libri tres

### Inhalt
De amore beschäftigt sich in drei Bänden mit der Liebe. Der Inhalt der ersten beiden Bücher korrespondiert mit der Ars amatoria („Liebeskunst“) des Ovid, der auch im ersten Buch die Gewinnung und im zweiten den Erhalt der Liebe behandelt. Das dritte Buch behandelt die Überwindung der als Krankheit gesehenen Liebe und entspricht damit Ovids Remedia amoris („Heilmittel gegen die Liebe“).

#### Einleitung
In der Einleitung (praefatio) schreibt der Autor, dass er das folgende Werk auf das Drängen seines „verehrungswürdigen Freundes Walter“ (Gualteri venerande amice) verfasst habe, um ihn über Wesen und Erwerb der Liebe zu belehren, da dieser als ein neuer „Ritter der Liebe“ (miles amoris) nicht wisse, wie die „Zügel jenes Pferdes richtig zu lenken seien“ (apte gubernare frena caballi) und ein Heilmittel für die Liebe zu finden sei. Entsprechend der antiken Tradition, insbesondere bei Ovid, wird die Liebe vom Autor als Krankheit beschrieben. Auch der Ausdruck „Ritter der Liebe“ geht auf Ovids Ars amatoria zurück.
Es gezieme zwar einem verständigen Menschen eigentlich nicht, seine Zeit mit der Jagd nach Liebe zu vertun, er werde aber Walters Forderung entsprechen, da „sonnenklar ist, daß du, wenn du in der Liebeslehre bewandert bist, in der Liebe vorsichtiger voranschreiten wirst.“

#### Erstes Buch
Das erste Buch behandelt das Erlangen der Liebe in 12 Kapiteln. Die ersten 5 Kapitel definieren die Liebe, geben eine antike Etymologie des Wortes amor, beschreiben die positiven Wirkungen der Liebe auf den Charakter (die Liebe vertreibt den Geiz, lässt über Fehler hinwegblicken, macht den Stolzen demütig etc.) und begrenzen den Kreis derer, die auf Liebe hoffen dürfen.
Die allzu Jungen und allzu Alten sind ausgeschlossen, wobei das geeignete Alter bei Männern zwischen 14 und 60 angesetzt wird, bei Frauen dagegen zwischen 12 und 50. Aber auch die Blinden taugen zur Liebe nicht, da das Erblicken der Geliebten die Voraussetzung des Verliebens ist. Erotomanen können nicht Liebende sein, sie seien nicht als Männer, sondern als Tiere zu betrachten: „Solche Männer wollen, daß sich so viele Frauen, wie sie sehen, ihrer Begierde hingeben. Ihre Liebe ist von der Art der Liebe eines schamlosen Hundes. Aber wir glauben, daß sie sogar Eseln verglichen werden müssen; denn sie werden ausschließlich von derjenigen Natur angetrieben, welche die Menschen auf gleichem Niveau mit den übrigen Lebewesen zeigt, nicht von der wahren, die durch den Unterschied der Vernunft den Abstand zwischen uns und den Tieren schafft.“
Aber auch die Armen sind ausgeschlossen: „Die Armut hat nichts, ihre Liebe zu nähren.“
Die Liebe ist in De amore also alles andere als inklusiv.
Dementsprechend nennt Kapitel 6 eingangs als die fünf Arten, wie Liebe zu gewinnen ist: äußere Schönheit, innerer Wert, Redegewandtheit, Reichtum und das rasche Gewähren von Wünschen. Allerdings findet von diesen fünf nur sittlicher Wert (morum probitas) die Billigung des Autors. Dennoch hat Redegewandtheit eine hohe Bedeutung, sie „treibt häufig die Herzen derer, die nicht lieben, zum Lieben. Die geschmückte Rede der Liebenden nämlich pflegt Pfeile der Liebe in Bewegung zu setzen und führt zur Vermutung des inneren Wertes des Sprechenden.“
So besteht dann auch der Rest von Kapitel 6, dem längsten Kapitel des ganzen Werkes, aus 8 Dialogen (A bis H), in denen Männer um die Liebe ihrer Gesprächspartnerin werben, die gleichen, höheren oder niedrigeren Standes ist. In diesen Dialogen werden alle Mittel der Rhetorik ins Feld geführt, um die Liebe der widerstrebenden Frau zu gewinnen, die sich in der Regel als argumentativ ebenbürtig erweist. Die 9 möglichen Paarungen der betrachteten Stände (Bürger, Adelige und Hochadelige) werden systematisch in jeweils einem Dialog abgehandelt (Dialog A: Bürger – Bürgerin, Dialog B: Bürger – Adelige usw.) bis auf die Paarung Adeliger – Hochadelige. In Dialog G enthalten ist ein fingierter Brief an die Gräfin der Champagne sowie deren Antwort.
Die letzten fünf Kapitel des ersten Buches behandeln dann die Liebe bei den von der (höfischen) Liebe eigentlich ausgeschlossenen Gruppen, nämlich die Liebe der Geistlichen (Kap. 7), der Nonnen (Kap. 8), der Bauern (Kap. 11) und der Dirnen (Kap. 12). Kapitel 9 befasst sich mit der gekauften Liebe und Kapitel 10 mit der leichtfertigen Gewährung von Bitten, „wenn eine Frau unter dem Zwange allzu großer fleischlicher Begierde sich selbst leichtfertig einem Bittenden schenkt“, worunter also Nymphomanie zu verstehen ist. Wenig überraschend rät der Autor davon ab, die Liebe einer Nymphomanin zu schenken, mag die Realisierung sexueller Sehnsüchte bei diesen auch noch so einfach sein.

#### Zweites Buch
Das zweite Buch beschäftigt sich mit dem Erhalten der Liebe und Beispielen des Verlaufs einer Beziehung.

#### Drittes Buch
Das dritte Buch stellt den Kampf gegen die Liebe dar. Andreas Capellanus orientiert sich dabei an philosophischen, geistlichen und frauenfeindlichen Ansichten. Die Bücher sind als Unterweisung an einen jungen Freund namens Gualterius (= Walter) konzipiert, der sich von Andreas Capellanus Rat in der Liebe erhofft.

### Datierung
Einen Hinweis auf die Datierung des Werkes gibt ein darin enthaltener fingierter Brief an Marie de Champagne, der auf 1174 datiert ist. Eine erste explizite Erwähnung des Werks erfolgt 1238 im zweiten Buch von Albertano da Brescias De dilectione dei et proximi et aliarum rerum, in dem Albertano 16 Liebesregeln aus De amore zitiert und sich sehr kritisch mit diesen auseinandersetzt. Man hat also einen Zeitraum zwischen 1173 und 1238 anzunehmen.
Der wahrscheinliche Entstehungszeitpunkt lässt sich aber weiter einengen, wenn man die im Werk genannten historischen Personen, insbesondere die als Richterinnen der Liebeshöfe erscheinenden Damen berücksichtigt. Es sind dies neben Marie de Champange († 1198) deren Mutter Eleonore von Aquitanien († 1204), Élisabeth de Vermandois († 1183), Gräfin von Flandern, eine Nichte von Eleonore, und Ermengarde de Narbonne († 1196 oder 1197, Vizegräfin von Narbonne bis 1192). Die Lebensdaten würden eine Entstehung von De amore gegen Ende des 12. Jahrhunderts nahelegen. Die Erwähnung eines Andreas Capellanus am Hof von Marie de Champange sind zwischen 1182 und 1186 zu datieren.
Einen weiteren Hinweis gibt eine Anspielung auf die Hochzeit des ungarischen Königs Béla III. (1172–1196) mit Marguerite Capet († 1197), der Schwester von König Philipp II. im Jahr 1186. Es heißt da:

„Ich bin daher lieber hier, zufrieden mit dem bescheidenen Erz Frankreichs, und habe lieber die freie Entscheidung zu gehen, wohin ich will, als beladen mit ungarischem Silber einer fremden Macht unterworfen zu sein.“

Diese Anspielung auf den Silberreichtum des vor der Heirat wohl noch als barbarische Fremde wahrgenommenen Ungarn würde in größerem zeitlichen Abstand nicht mehr verständlich gewesen sein, weshalb die Anspielung eine Entstehung vor oder kurz nach 1186 vermuten lässt. Insgesamt ergibt sich so ein wahrscheinlicher Zeitraum der Entstehung zwischen 1174 und 1186.

### Rezeption
Das lateinische Werk fand eine relativ weite Verbreitung, ist in gut drei Dutzend Manuskripten überliefert, davon 30 mit vollständigem Text, und wurde unter anderem ins Französische (von Drouart la Vaches, Li livres d'amours, 1290), Deutsche (von Eberhard von Cersne, Der Minne Regel, 1404 und Johannes Hartlieb, Puech Ovidy von der lieb zu erwerben, auch die lieb zu versmähen, 1440), Katalanische (Regles de amor i parlament de un hom i una fembra) und Italienische (als Lo Gualtieri und Trattato d’amore, 14. Jahrhundert) übersetzt. Auch von der katholischen Kirche wurde das Werk rezipiert, indem es 1277 von Étienne Tempier, dem Bischof von Paris, verurteilt und die Lektüre mit Androhung der Exkommunikation verboten wurde.
Der lateinische Text selbst wurde schon früh gedruckt, nämlich um 1473–1474 in Straßburg, eine spätere Ausgabe erschien 1610 in der Dortmunder Offizin Detmar Müllers. Jean de Nostredame, der jüngere Bruder von Michel de Nostredame, machte sich in Les vies des plus célèbres et anciens Poètes provensaux (Lyon 1575), der ersten gelehrten Untersuchung über die Lyrik der provenzalischen Trobadors, die Ausführungen des Andreas Capellanus zunutze.
In den folgenden Jahrhunderten war De amore dann weitgehend vergessen, erst der Essay Über die Liebe (1822) von Stendhal lenkte die Aufmerksamkeit erneut auf den mittelalterlichen Text, der Stendhal aus dem Druck von 1610 bekannt war. Besonders scheinen ihn die „Minnegerichte“ fasziniert zu haben und er zitiert neben den 31 Liebesregeln auch ein der Marie de Champagne zugeschriebenes Urteil. Stendhal nahm, ohne sich mit den Widersprüchen und Inkonsistenzen von De amore eingehender auseinanderzusetzen, den Text als Zeugnis in Anspruch für eine im Mittelalter praktizierte Form der Liebe, die sich über Zwänge und Konventionen hinwegsetzt und so seinem Ideal der leidenschaftlichen Liebe entsprochen hätte. Dieses „produktive Missverständnis“ führte dazu, dass am Ende des 19. Jahrhunderts, als Stendhals Essay verstärkt rezipiert wurde, auch die Wissenschaft sich mit De amore zu befassen begann und 1892 eine erste, bis heute maßgebliche kritische Textausgabe erschien. Inzwischen sind die Forschungsliteratur und die Interpretationsansätze kaum mehr überschaubar.

## Ausgaben
Textausgaben
- Incipiunt tituli capitulorum tractatus amoris et de amoris remedio Andree capellani pape Innocenti quarti. Et habet IIII partes. Straßburg, ca. 1473–1474, Digitalisat.
- Andreae Capellani regii Francorum de amore libri tres. Herausgegeben von Emil Trojel. Gadianana, Kopenhagen 1892. Nachdruck: Fink, München 1972, Digitalisat (bislang einzige kritische Textausgabe).

Übersetzungen
- Andreas Capellanus. De Amore. Lateinisch - deutsch. Übersetzt, mit einem Nachwort und Anmerkungen von Florian Neumann. Dieterich’sche Verlagsbuchhandlung. Mainz 2003, ISBN 978-3-87162-060-7
- Andreas Capellanus: Über die Liebe. = De amore. (Ein Lehrbuch des Mittelalters über Sexualität, Erotik und die Beziehungen der Geschlechter) (= Bibliothek der mittellateinischen Literatur. Bd. 1). Eingeleitet, übersetzt und mit Anmerkungen versehen von Fidel Rädle. Hiersemann, Stuttgart 2006, ISBN 3-7772-0600-8
- Andreas aulae regiae capellanus: De amore libri tres. = Andreas königlicher Hofkapellan: Drei Bücher von der Liebe. Text nach der Ausgabe von E. Trojel. Übersetzt und mit Anmerkungen und einem Nachwort versehen von Fritz Peter Knapp. Walter de Gruyter, Berlin/New York NY 2006, ISBN 3-11-017915-6.
- Andreas Capellanus: The Art of Courtly Love. Übersetzt und eingeleitet von John Jay Parry. Columbia University Press 1990, ISBN 0-231-07305-4.